# Viridien
Viridien（VIRI），原名（CGG），是一家总部位于法国的地球物理服务公司，成立于1931年。公司的名称来源于法语的缩写。该公司于2007年1月与Veritas DGC Inc.合并，并更名为CGGVeritas (Compagnie Générale de Géophysique-Veritas)。2013年1月在完成对Furgo's Geoscience Division的收购之后，公司又将名称改回CGG，且CGG正式成为是官方名称，而不是此前的缩写形式。
2024年5月，CGG正式更名為Viridien。

## 历史

### CGG
CGG的创始人康拉德·斯伦贝谢于1931年建立了该公司。该公司在1932年完成了第一次地震波探测。1966年，CGG在法国马西(Massy)开设了第一家地震数据处理中心。 
1926年，康拉德·斯伦贝谢和他的兄弟马塞尔·斯伦贝谢成立了Société de Prospection Electrique (SPE)公司专业从事石油和煤炭的勘探以及土建工程。 
1931年3月，SPE与另一家专业从事地震和磁力行业的公司SGRM(Société Géophysique de Recherches Minières )合并为CGG (La Compagnie Générale de Géophysique)。 SGRM提供5,000,000法郎注册资本，而CGG提供120,000法郎。在巴黎30街Fabert，康拉德斯伦贝谢决定将地表以下的业务转移到CGG，而SPE保留伐木业务，同时来自SGRM的Raymond Maillet被任命为CGG主席。 
开始两年CGG的业务不是很理想。在每桶油10美分的年代，近地表勘探（水文，采矿和土木工程）和石油勘探还不够达到收支平衡。

### Veritas DGC
VERITAS能源服务公司是一家地球物理服务公司，通过戴维·罗布森（David B. Robson）于1974年在加拿大卡尔加里购买Rafael B. Cruz and Associates Ltd.而成立。
同时，Digital Consultants Inc.在1965年成立于得克萨斯州的休斯敦，以数字计算应用于地球物理行业。 1969年，Digital Consultants重组为Digicon Inc. (DGC)，成为一家在美国证券交易所的上市公司。 
 
1996年，Veritas DGC由Veritas和Digicon公司合并而成。

### 合并和收购
2007年，CGG接手Veritas DGC并更名为CGGVeritas公司 CGGVeritas公司接着在2009年收购了Wavefield Inseis，一个来自挪威的海上勘探的竞争对手。2013年，CGGVeritas公司向輝固收购旗下地球科學部門，并更名回CGG，成为一个完全集成的地球科学公司，员工总数超过9,800人，在全球超过70个工作地点。

## 公司部门

### 设备部门
CGG的设备部门，包括Sercel以及Optoplan，Metrolog，GRC和De REGT。 Sercel公司设计和制造创新的地震设备和油藏监测仪器。这些仪器被使用于油田服务公司和地球物理承包商的地震勘探和油藏监测，包括陆地，海洋，海底，过渡区和井下环境。De REGT提供海底电缆和脐带系统，用于石油和能源，国防和地震勘探的应用。

### 数据采集部门
CGG具有全方位的数据采集能力，可以进行所有类型的地震和地球物理调查，包括各种规模和在任何环境中。

### 地质，地球物理和油气部门(GGR)
CGG提供先进的地球物理数据处理及成像服务。 
公司的Hampson-Russell和Jason部门提供油气储层的软件和服务，帮助建立模型，分析和理解油气存储层。Robertson部门面向勘探和评价市场提供技术服务，咨询和多客户地质产品。 
 
CGG拥有关于地震，重力和磁场的多客户数据库，超过30万平方公里的3D覆盖率。并且在世界上最有前途的地区拥有地质数据超过100万公里的测线。

## 相关
- 油气服务公司列表